# Gilles Mallet
Pour les articles homonymes, voir Mallet.
Gilles Mallet (ou Malet) a été le premier garde de la Librairie royale de 1369 à sa mort en janvier 1411 (n. st.), institution installée alors au Louvre et dont les locaux étaient surnommés Tour de la Librairie.

## Biographie
Le nom de Gilles Mallet apparaît pour la première fois en 1364 dans un document conservé, où il est qualifié de « valet de chambre » du roi Charles V. En mars 1367, il est anobli. En 1369, il figure dans une liste de bourgeois de Paris auxquels le roi demande un prêt, et il y est qualifié de garde de la tour carrée de Corbeil (« custos turris quadrate de Corbilio »). Le 2 mars 1376, achetant la terre de Soisy pour 400 livres tournois, il se qualifie d'écuyer. Il apparaît en 1388 (sous Charles VI) comme « maître d'hôtel » du roi, et dans un document du 20 novembre 1390 il est qualifié de chevalier. À partir de 1392, il est également signalé comme attaché à la maison du duc d'Orléans, frère du roi, qui lui attribue plusieurs fonctions (dont concierge de son hôtel d'Asnières, et verdier de sa forêt de Carnelle). Il se maria deux fois : à Perrenelle de Gaurien († 1376), dont il eut au moins un fils et une fille ; puis à Nicole de Chambly, dont il eut au moins deux fils et deux filles.
C'est en 1369 au plus tard, selon Léopold Delisle, que lui est confiée la Librairie du Roy. En 1373, il dresse, dans la bibliothèque « estans en son chastel du Louvre en troiz chambres l'une sur l'autre », l'inventaire des « Livres du Roy » comptant 917 références. L'original de ce document a disparu mais on conserve encore deux copies faites en 1380 pour établir la liste des manuscrits à la mort du roi Charles V. La première copie, transcrite sur un rouleau de parchemin, fut transmise à Charles VI avec la clé de la librairie. La seconde copie forme un registre papier et fut en possession de Gilles Mallet. 
La bibliothèque fut revendue en 1424 au duc de Bedford, alors régent de France. Le fonds de cette bibliothèque fut en partie dispersé entre 1426 et 1435 (lors de l'occupation de Paris par les Anglais), et seuls 76 volumes d'origine se trouvent encore en France (dont 69 à la BNF). Sur le fronton du bâtiment du site Richelieu de la Bibliothèque nationale, on peut lire une inscription évoquant la bibliothèque de Charles V et de son catalogue dressé par Gilles Mallet.
Gilles Mallet fut par ailleurs vicomte de Corbeil, seigneur de Soisy, de Chatou, mais aussi châtelain de Pont-Sainte-Maxence et capitaine du château de Beaumont-sur-Oise. Il décéda en 1411 et se fit sans doute inhumer dans l'abbaye de Bonport. 
En 1854, on a trouvé dans l'église de Soisy une grande pierre gravée le représentant avec sa femme Nicole de Chambly, agenouillés devant le Christ en croix, la Vierge, saint Jean, et saint Gilles et saint Nicolas leurs patrons (visible aujourd'hui auprès d'un fragment d'une autre pierre gravée, également à ses armes, le représentant avec deux de ses fils, retrouvée vers 1880 sur le territoire de la commune). Il fonda une messe perpétuelle en l'abbaye de Chaalis et y fit graver aussi une dalle le représentant avec sa femme. Cette dalle, disparue, a été reproduite (par dessin) à la fin du XVIIe siècle par François Roger de Gaignières.
On peut également admirer au Victoria and Albert Museum de Londres un osculatorium à ses armes et celles de son épouse, de 12,5 sur 7,5 cm, représentant Dieu le Père sur un trône tenant dans ses bras étendus le Christ en croix, et des langues de feu pour le Saint-Esprit. On conserve aussi des dessins et gravures réalisés à partir d'un vitrail offert en 1383 par le couple à l'abbaye de Bonport (dont l'église a disparu).